# Vernosc-lès-Annonay
Vernosc-lès-Annonay (okzitanisch: Vernòsc) ist eine französische Gemeinde mit 2.670 Einwohnern (Stand: 1. Januar 2022)  in der Region Auvergne-Rhône-Alpes. Sie liegt im Département Ardèche und gehört zum Arrondissement Tournon-sur-Rhône sowie zum Kanton Annonay-2.

## Geographie
Vernosc-lès-Annonay liegt etwa 53 Kilometer südlich von Lyon im Tal der Rhône. Der Fluss Cance begrenzt die Gemeinde im Süden und Südwesten. Umgeben wird Vernosc-lès-Annonay von den Nachbargemeinden Davézieux und Saint-Cyr im Norden, Thorrenc im Nordosten, Talencieux im Osten, Ardoix im Südosten und Süden, Quintenas im Süden, Roiffieux im Südwesten und Westen sowie Annonay im Westen und Nordwesten.

## Bevölkerungsentwicklung
| Jahr                       | 1962 | 1968 | 1975 | 1982 | 1990 | 1999 | 2006 | 2019 |
| Einwohner                  | 697  | 677  | 951  | 1307 | 1527 | 1679 | 2157 | 2614 |
| Quellen: Cassini und INSEE |      |      |      |      |      |      |      |      |

## Sehenswürdigkeiten
- Kirche Saint-Grégoire
- befestigter Gutshof in Pugneux
- Empfangsgebäude des Bahnhofs Midon
- Monolith La Roche Péréandre
- Hängebrücke

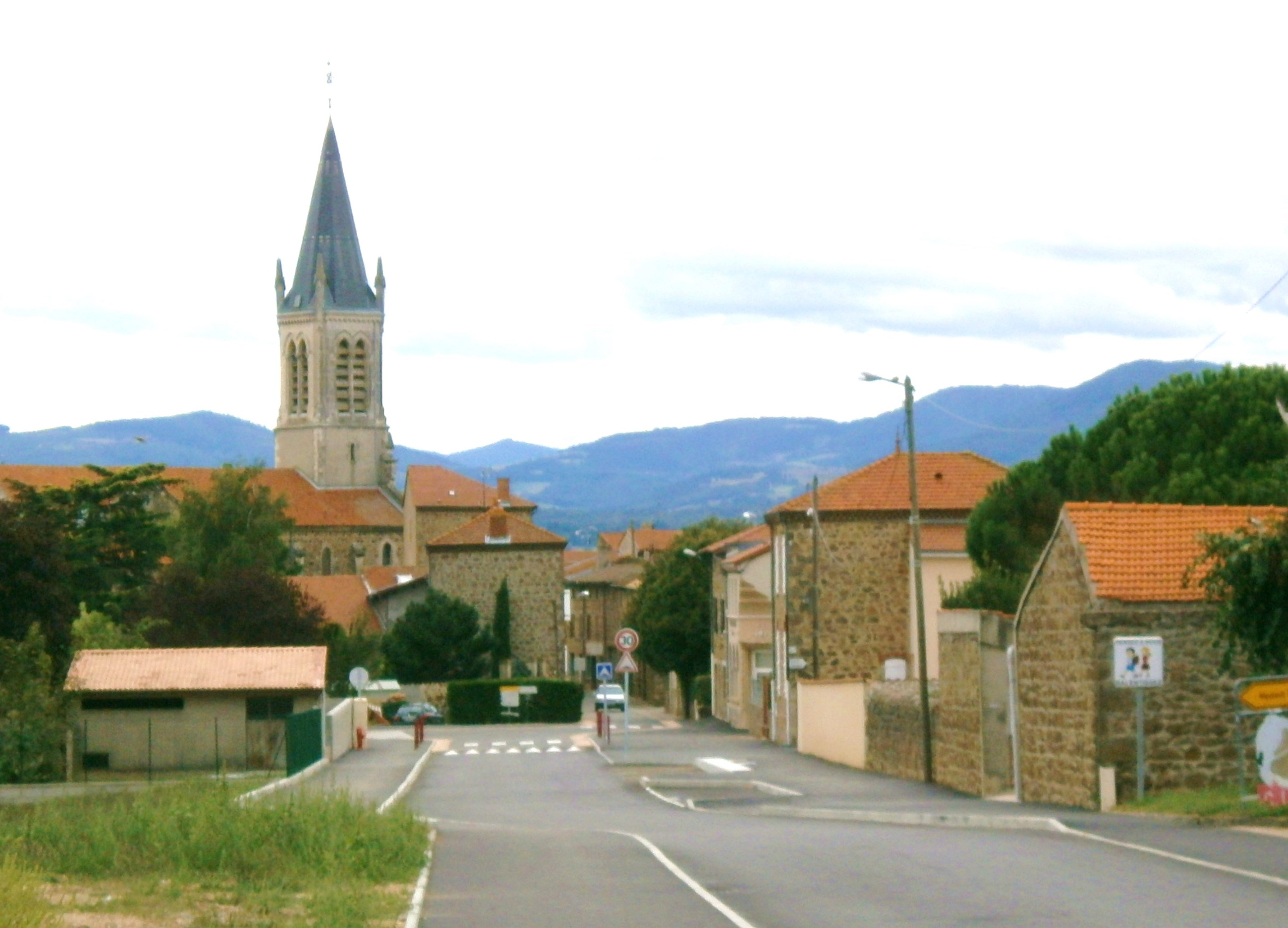
Ortsansicht mit der Kirche Saint-Grégoire
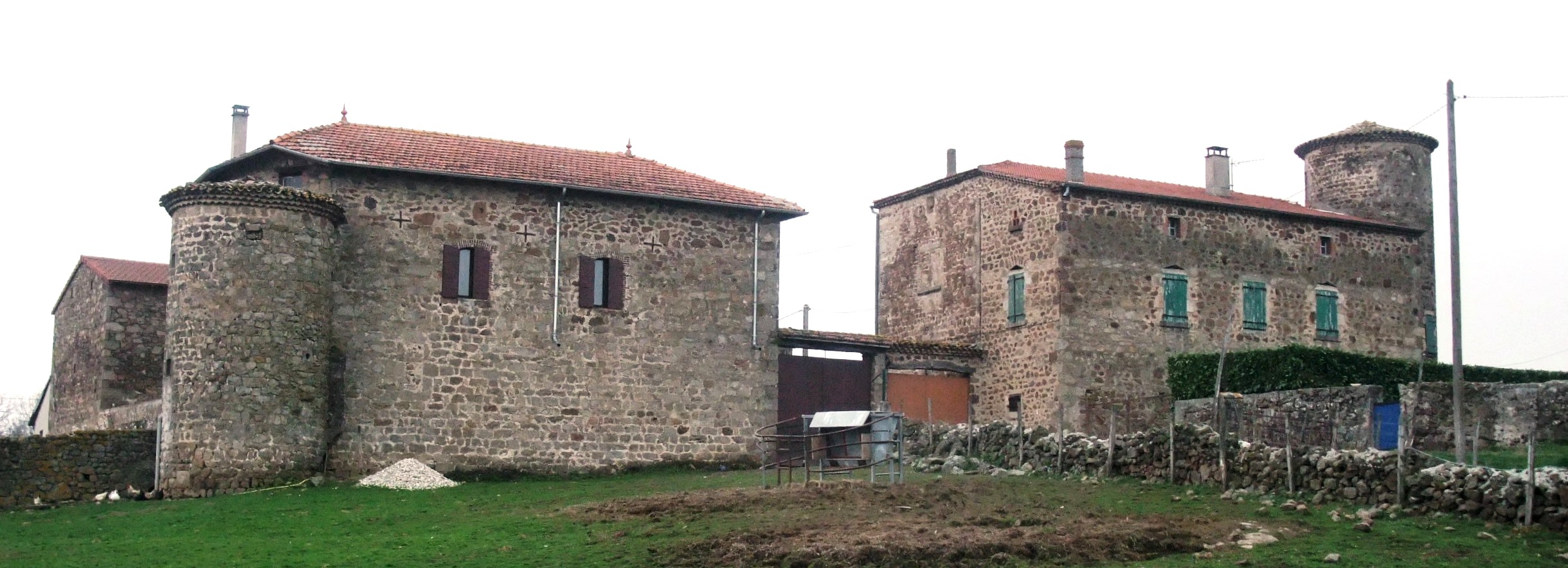
Wehrhof von Pugneux
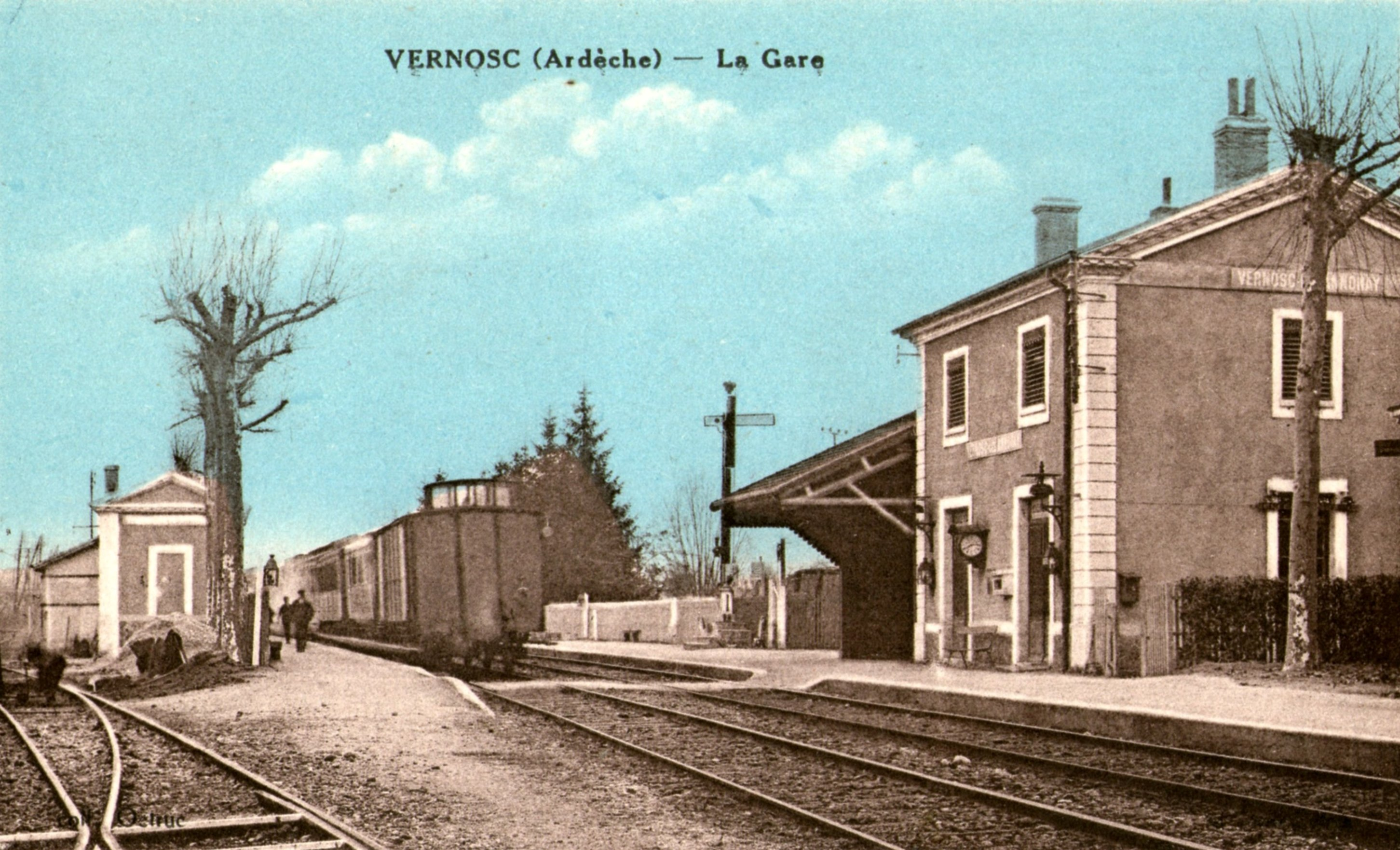
Bahnhof Midon
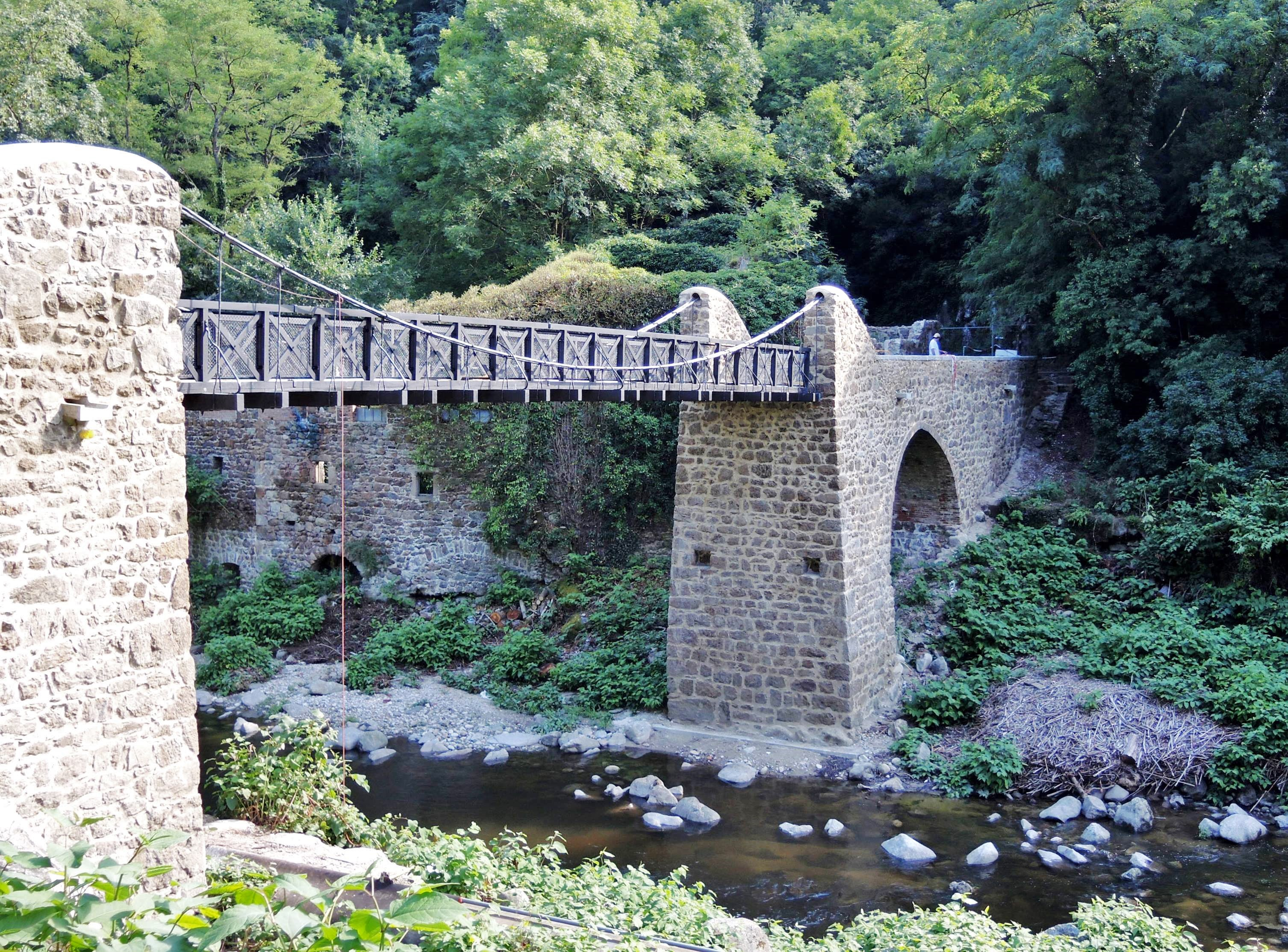
Hängebrücke
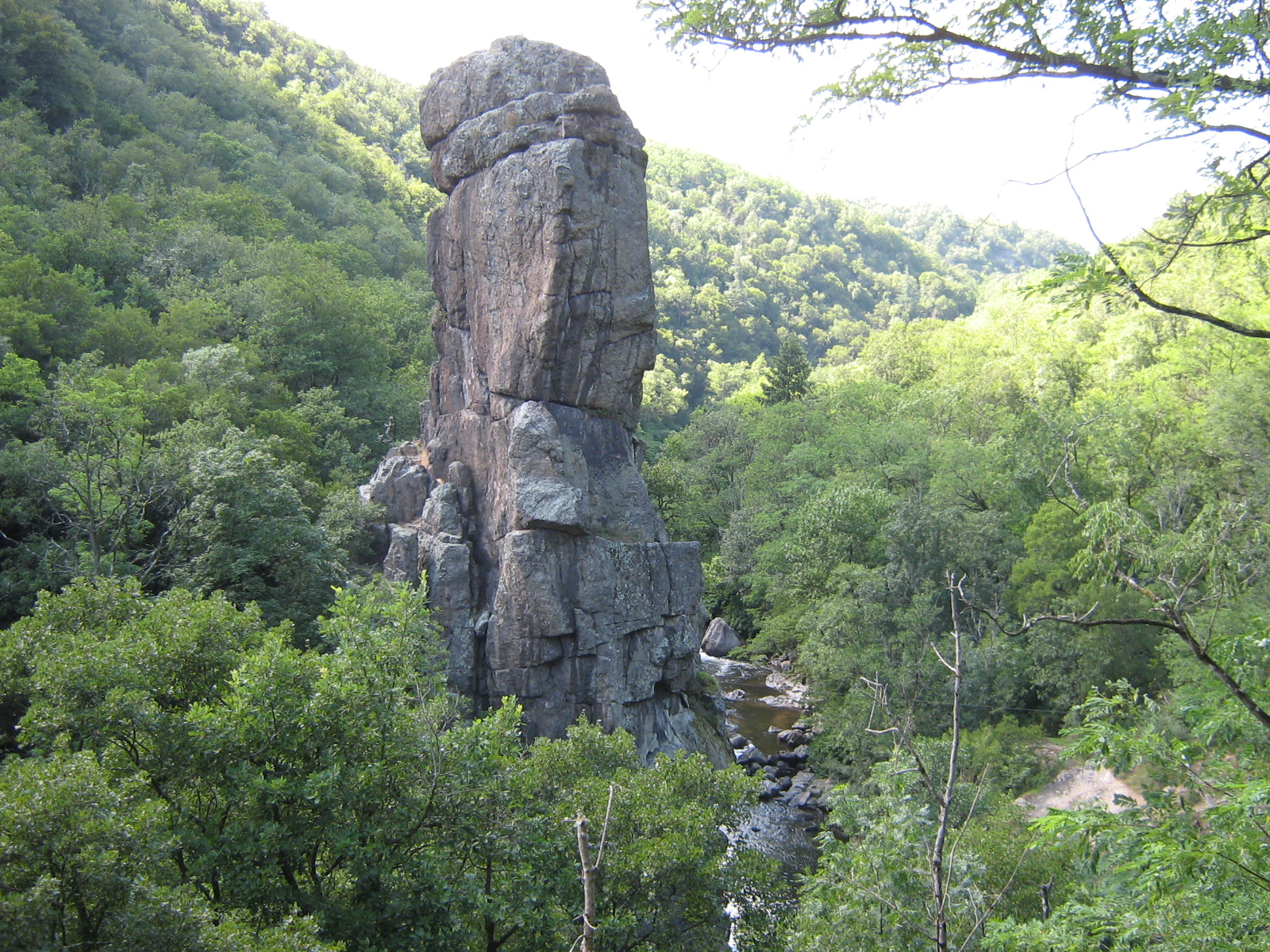
La Roche Péréandre

## Gemeindepartnerschaft
Mit dem zu Backnang in Baden-Württemberg gehörenden Stadtteil Maubach besteht seit 2006 eine offizielle Partnerschaft.